# Sainte-Beuve-en-Rivière
Sainte-Beuve-en-Rivière är en kommun i departementet Seine-Maritime i regionen Normandie i norra Frankrike. Kommunen ligger i kantonen Neufchâtel-en-Bray som tillhör arrondissementet Dieppe. År 2022 hade Sainte-Beuve-en-Rivière 175 invånare.

## Befolkningsutveckling
Antalet invånare i kommunen Sainte-Beuve-en-Rivière
| Referens: INSEE |